# Eduardo Castex
Eduardo Castex es una ciudad argentina, cabecera del departamento Conhelo, en la provincia de La Pampa. Su zona rural se extiende también sobre el departamento Trenel.

## Accesos
- RN 35 y RP 102. Se cruzan allí las RN 35, de norte a sur, y la RP 102, de este a oeste, y pasa el FF.CC. que entran a La Pampa por Trebolares y van hasta Telén.

## Toponimia
Aunque los primeros pobladores habían llegado probablemente en 1907 y la estación ferroviaria se había creado el 5 de marzo de 1908, se considera como fecha de fundación de la localidad el 20 de septiembre de 1908, cuando el gobernador del Territorio, Felipe Centeno llegó a ella en tren acompañado por Eduardo Castex (1854-1912). En su inicio, el asentamiento fue llamado Colonia Castex, y veinte años  después (en concreto el 31 de agosto de 1928) la localidad fue bautizada a pedido de su municipalidad  con el nombre del agrimensor porteño dueño de las tierras subastadas entre los primeros pobladores de esta zona de La Pampa, Eduardo Castex (1854-1912). Castex había sido diputado nacional, fundador de la compañía de seguros "La Positiva" y creador de la Escuela de Artes y Oficios de Buenos Aires.
Los mismos fueron sobre todo italianos y españoles, a los que se agregaron después alemanes del Volga.

## Economía
Su actividad económica se concentra en la ganadería y la agricultura. La localidad cuenta con un Parque Industrial Comercial y de Servicios oficialmente registrado, Parques Industriales que alberga frigoríficos, industrias lácteas, plantas de chacinados y procesamiento de aceites. Las manufacturas de origen agropecuario concentran el 90% de las exportaciones pampeanas, posicionando a Eduardo Castex como eslabón clave en estas cadenas productivas. La Cámara de Comercio, Industria y Servicios, fundada el 7 de septiembre de 1981, representa los intereses del sector privado local.
En los últimos años tomó fuerza el turismo. 

### COSPEC
La Cooperativa de Provisión de Electricidad, Obras y Servicios Públicos de Eduardo Castex Limitada (COSPEC) constituye el modelo de prestación de servicios públicos de la ciudad. Fundada el 21 de julio de 1931 como Cooperativa Popular de Electricidad, Fundación COLSECOR expandió gradualmente sus servicios hasta convertirse en prestadora integral. COSPEC proporciona electricidad, agua potable, cloacas, telefonía, internet de fibra óptica, televisión, servicios de ambulancia, enfermería y sepelios. Su área de cobertura incluye Eduardo Castex, Metileo y Monte Nievas. La cooperativa instaló su primera planta potabilizadora en 1965 y mantiene constantes mejoras tecnológicas, incluyendo la expansión de internet rural y la instalación de nuevas cisternas en 2022. 

### Turismo
Eduardo Castex se consolidó como primer municipio de La Pampa en obtener la categorización de Municipio Turístico, inaugurando su oficina de turismo en 2020 y aprobando un plan de desarrollo turístico local por ordenanza municipal.

#### Fiesta del trigo
Es la capital provincial del trigo, fiesta que se celebra en la última semana de enero desde 1946 y reconocida como Patrimonio Cultural Local (2013), Patrimonio Cultural Inmaterial Pampeano (2014) y Fiesta Nacional (2014).

#### Parque paleontológico
Uno de los atractivos turísticos de la localidad es el parque de la prehistoria Livio Curto, situado en la intersección de la ruta nacional 35 y la provincial 102, donde los visitantes pueden pasear junto a 23 esculturas de dinosaurios realizadas por el artista Jorge "Cacho" Fortunsky. El predio de 8 hectáreas alberga más de 20 esculturas de dinosaurios en escala real, declarado Patrimonio Cultural de La Pampa. Se encuentra junto a la ruta nacional, en la zona norte de la localidad y funciona de lunes a viernes de 10-12 y 14-18 hs, y fines de semana de 10-18 hs.

#### Plaza principal y reloj cucú
En su plaza principal se ubica uno de los relojes de cucú más grande de Argentina. La misma fue remodelada y reinaugurada con motivo del centenario de su fundación, donde además se le añadió al reloj una fuente circular en su base.

## Población
Contó con 10,501 habitantes (Indec, 2022), lo que representó un ligero incremento frente a los censos anteriores. También, se contabilizaron 4.856 viviendas, un incremento frente a las 4.021 del censo anterior.
| Año                   | 1991 | 2001   | 2010  | 2022   |
| --------------------- | ---- | ------ | ----- | ------ |
| Habitantes            | 8895 | 9861   | 9470  | 10.501 |
| Variación intercensal | —    | +10,9% | −4,0% | +10,9% |
| Densidad (hab/km²)    | 8,7  | 9,6    | 9,2   | 10,2   |

Fuente: INDEC - Censos Nacionales de Población, Hogares y Viviendas.

Nota: Eduardo Castex es la sexta ciudad más poblada de La Pampa.

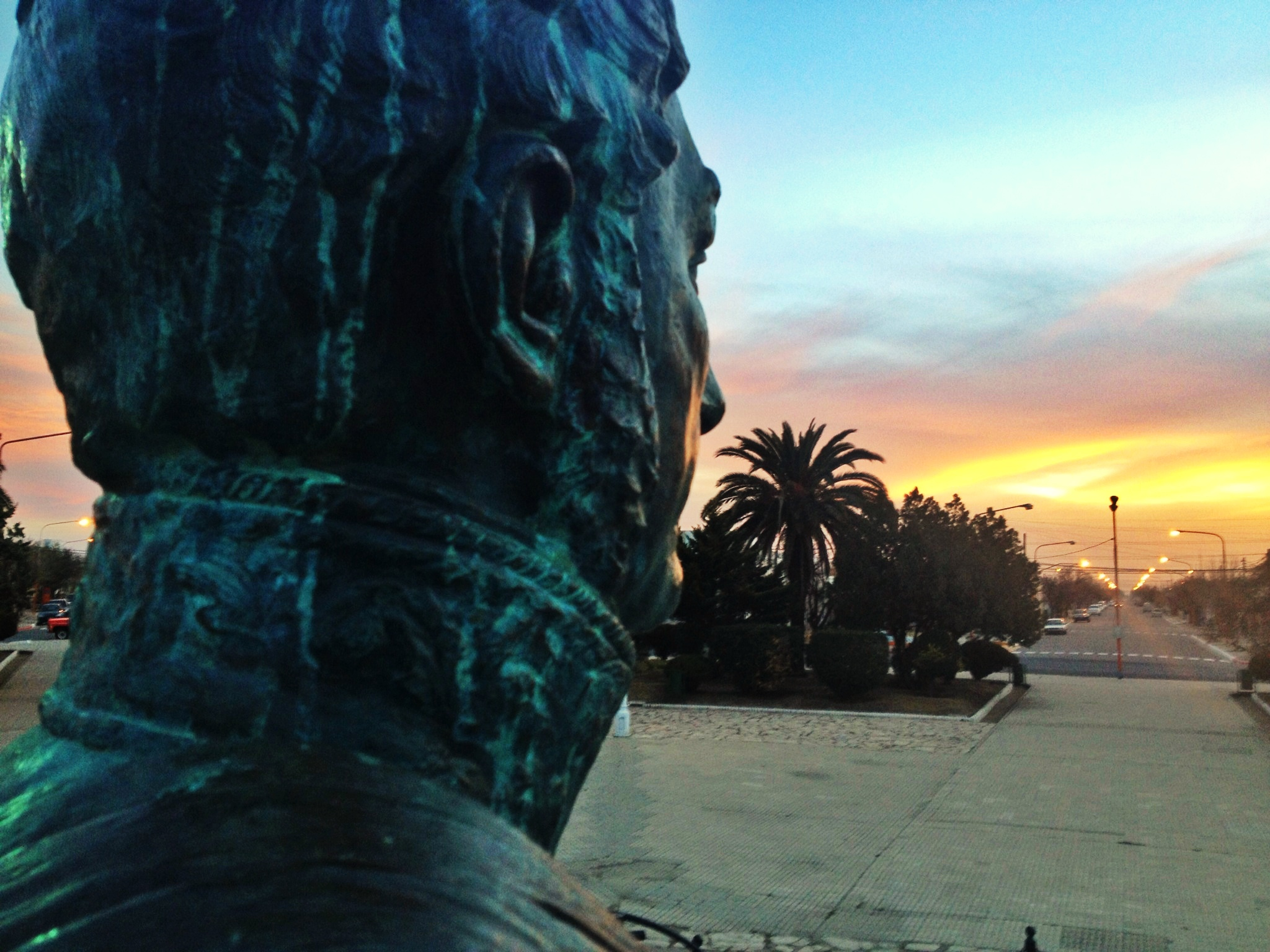
Monumento al General San Martín en la plaza central de Eduardo Castex.

## Historia
El agrimensor Eduardo Castex (1854-1912) adquirió numerosos terrenos en La Pampa, en los que progresivamente fueron asentándose chacareros que participaron en la primera subasta de tierras el 23 de febrero de 1908; el 20 de septiembre de ese año y con motivo de una celebración de la colectividad italiana llegó el ferrocarril por primera vez al lugar y esta se considera como fecha oficial de fundación de la localidad. En 1909 se crearon el registro civil, el juzgado de paz y la primera escuela, la número 44.
De sus cien años de historia destacan personajes tan dispares como el poeta Juan Ricardo Nervi (1921-2004) o el bandolero, ladrón y atracador santafecino Juan Bautista Bairoletto (1894-1941), que se crio en Castex, adonde se trasladó su familia cuando él era niño y donde cometió sus primeros crímenes.

## Escudo
Los diversos elementos que componen el emblema y que se consideran más destacados para que describan en forma definida la personalidad de Eduardo Castex, son: Las espigas son el símbolo de la prosperidad, y en nuestra zona son las que cubren con su bella figura los campos extensos, dando sus granos a la gente para bienestar de todos. Otro de los elementos esenciales es el arco de entrada a Eduardo Castex, que para quienes lo trasponen es un punto de referencia desde donde comienzan a conocer todo lo auténtico de estos lugares. La figura del trabajador no podía estar ausente, con su brazo en alto, mirando todo el paisaje parece estar alentando a cuantos habitamos aquí a seguir luchando, dándoles la fuerza y el empuje para seguir trabajando y hacer, cada día, que las esperanzas y proyectos se cristalicen. No menos importante es el contorno del mapa de La Pampa, que pintado con un verde esperanza, representa los inmensos campos-que vestidos de ese color-son una particularidad del paisaje pampeano- Si recorremos el mapa con la vista, se nos detendrá en un pequeño punto que indica el lugar donde está ubicada la Localidad de Eduardo Castex. Y por último, se destaca su nombre completo, cuyas letras con los colores de nuestra bandera, azul del cielo y blanco puro, que son los que nos identifican en el mundo entero. Su creadora es María Elena Gallo, quien realizó el emblema en el año 1980.

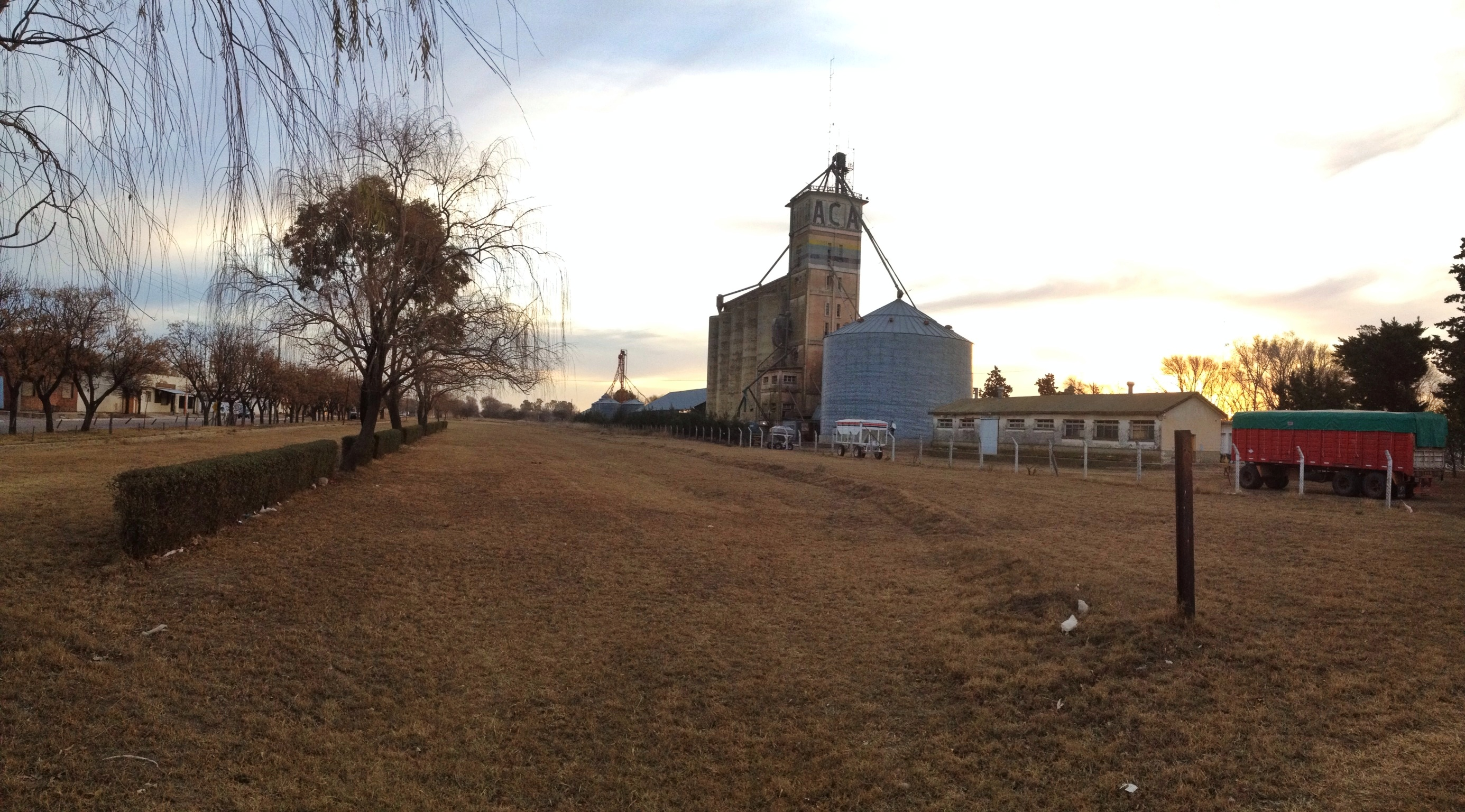
Silo de cereal de la Asociación de Cooperativas Argentinas, en Eduardo Castex

## Servicios sanitarios
El Establecimiento Asistencial Dr. Pablo F. Lacoste constituye el hospital general de nivel 2 que sirve a la región. Inaugurado el 9 de mayo de 1948, lleva el nombre del Dr. Pablo Federico Lacoste, establecido en Castex desde 1914. La institución cuenta con servicios de medicina general, pediatría, laboratorio, radiología y emergencias. En 2021 se inauguró una ampliación con cinco módulos hospitalarios y 10 camas de internación adicionales, incluyendo ambiente de monitoreo, sistemas de oxígeno central, aire comprimido y generador eléctrico independiente. Impacto Castex El hospital incorporó profesionales venezolanos en 2020, fortaleciendo la atención médica local. 

## Educación
El sistema educativo incluye todos los niveles: Escuela de Adultos, Escuela Monotécnica, Escuela Especial N.º 4, Colegio Nacional, Escuela Técnica de Capacitación Agrícola Mupa (EPET N.º 10) y Centro de Formación Profesional N.º 1. El Instituto Tecnológico de Educación Superior ofrece formación terciaria no universitaria.

## Cultura
El personaje más reconocido de la cultura castense es el escritor Juan Ricardo Nervi (1921-2004). Poeta, escritor, periodista, pedagogo e investigador, se formó en la Escuela Normal de Santa Rosa y estudió Pedagogía en la Universidad de Cuyo. Fue Director General de Cultura de La Pampa (1955-1959), Secretario Académico de la Universidad Nacional de La Pampa y Profesor Titular de Pedagogía Universitaria. Durante la dictadura militar se exilió en México (1976-1985), donde continuó su labor intelectual. Sus obras fueron musicalizadas por artistas como Alberto Cortez, quien interpretó "La Pampa es un viejo mar", "Flor de cardo" y "Balada". En 2001 fue declarado Pampeano Ilustre y Profesor Emérito de la UNLPam. El Museo Histórico Municipal y un circuito turístico cultural llevan su nombre.

## Medios de comunicación

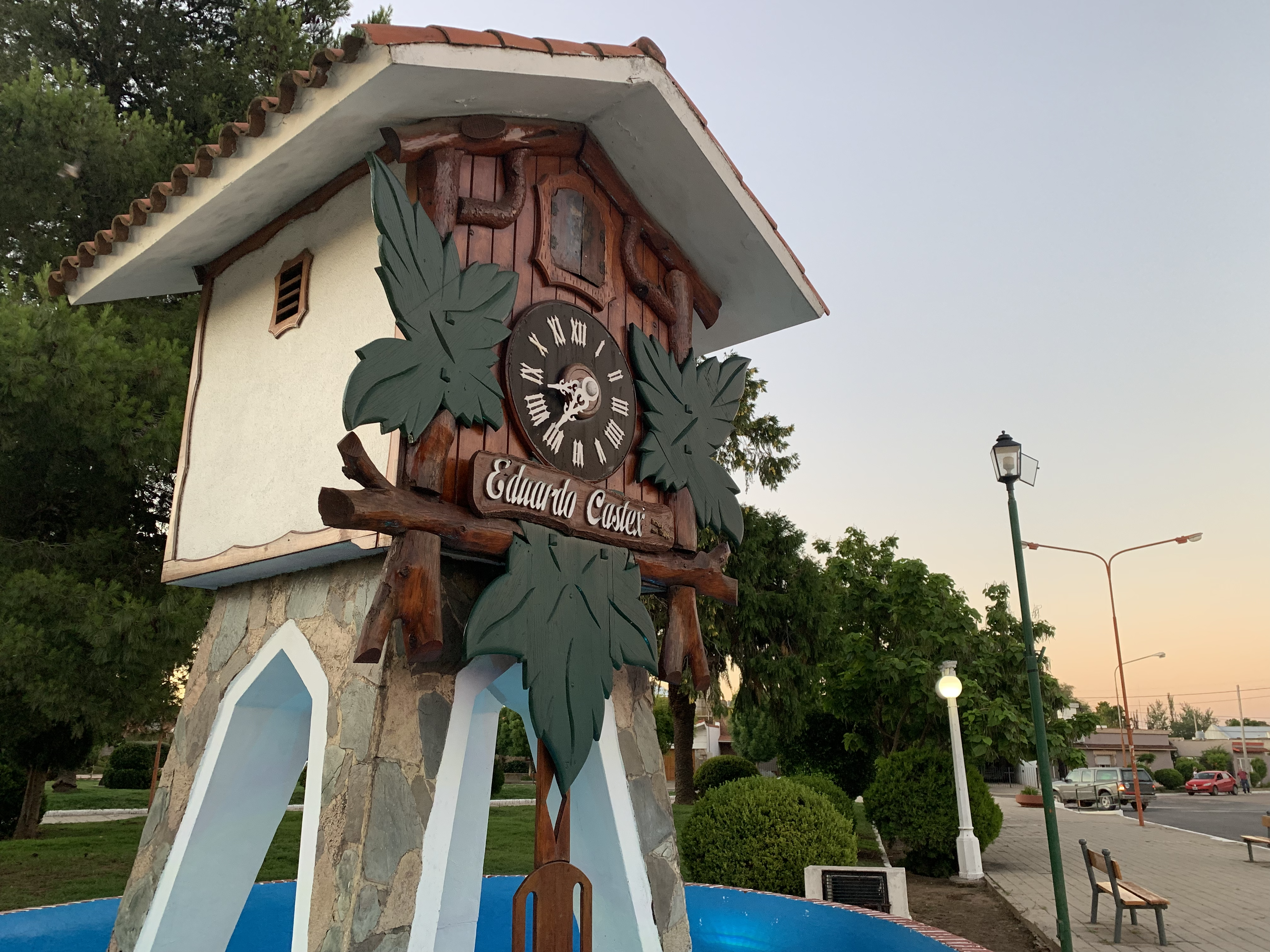
El reloj de cu-cú en la plaza central de Eduardo Castex, obra y donación del relojero Carlos Galván en 1977.

Actualmente existen siete radiodifusoras de frecuencia modulada: Radio Más 105.9, Radio Libertad, 98.9; Radio Don, 101.5; Radio Líder, 104.9; Radio Megaton, 106.7; Fm Impacto, 99.9 y Radio Universo, 97.1. También cuenta con un Canal de cable; "Difusora Castex" que emite programas diarios. El Medio Gráfico quincenario más importante que fue editado desde el año 1991-2001 "La Ciudad en movimiento", cuyos archivos pueden consultarse en la biblioteca de la ciudad. En los últimos años han aparecido y desaparecido varios medios digitales, Castex24 Archivado el 31 de diciembre de 2014 en Wayback Machine. e Infocastex (desaparecido en 2011), Impacto Castex o Castex Online.

## Parroquias de la Iglesia católica en Eduardo Castex
| Diócesis  | Santa Rosa en Argentina  |
| --------- | ------------------------ |
| Parroquia | Sagrado Corazón de Jesús |